# Похорски партизански батаљон
Похорски партизански батаљон (пун назив: Похорски батаљон Похорског партизанског одреда) формиран је 5. септембра 1942. године од Крањчевог батаљона, Шалешке, Савињске, Рушке и дела Ревирске партизанске чете. На дан формирања прикупљено је око 50 бораца Крањчевог батаљона; Шалешка чета прикључила се батаљону 6. октобра, Савињска средином октобра, а Рушка тек почетком новембра. Тада је Похорски батаљон имао три чете и женски вод, са укупно око 100 бораца.
За четири месеца јединице Похорског батаљона извршиле су на Похорју око 120 акција, међу којима су најзначајније: паљење осам планинских кућа, 8. октобра, које су Немцима служиле као упоришта; напад на Оплотницу, 23. октобра; паљење фабрике лепенке у Мислињи, 4. новембра; борбе с Немцима код Три краља, 7. новембра; на Чрном врху, 28. новембра и на Пунграту, 7. децембра 1942. године.
Батаљон је располагао сопственом техником, која је штампала пропагандни материјал и и објављивала радио-вести. Половином децембра 1942. године у крају званом Трије жебљи, код засеока Осанкарце, изграђен је логор за зимовање - 26 земуница и кружни положај за одбрану. Тада је Похорски батаљон бројао 95 бораца, од којих су њих 28 били чланови Комунистичке партије Југославије, 7 кандидати за чланове, а 16 чланови Савеза комунистичке омладине Југославије. 
Немци су успели, преко обавештајних канала Гестапоа, да добију податке о Похорском батаљону и његовом логору, и 7. јануара 1943. године пребацили су из Марибора седам чета полиције и војске и један батаљон Wehrmannschafta у Руше, Оплотницу и Словењ-Градец. Одатке су те јединице ујутро 8. јануара потпуно окружиле Похорски батаљон. У огорченој борби, по дубоком снегу, која је трајала од 11 и 45 до 14 часова, изгинуло је читаво људство Похорског батаљона, које се тада налазило у логору - 69 бораца, од којих 10 жена. 
Од 69 погинулих бораца, њих петоро је проглашено за народне хероје:
- Јоже Мених (1922 — 1943), политички комесар батаљона - за народног хероја проглашен 27. новембра 1953. године.
- Павла Меде Катарина (1919 — 1943), командир Женског вода - за народног хероја проглашена 20. децембра 1951. године.
- Франц Вреск (1910 — 1943), командир Друге чете - за народног хероја проглашен 27. новембра 1953. године.
- др. Душан Мрављак (1914 — 1943), батаљонски лекар - за народног хероја проглашен 22. јула 1953. године.
- Алфонз Шарх (1893 — 1943), борац Треће чете - за народног хероја проглашен 22. јула 1953. године.

Маја 1943. године, обновљен је Похорски партизански батаљон, од бораца Корушког батаљона, који су се почетком априла вратили из Долењског и активиста и симпатизера Народноослободилачког покрета. Од дела Похорског батаљона и Првог батаљона Шесте словеначке ударне бригаде „Славко Шландер“, 25. октобра 1943. обновљен је Похорски партизански одред, који је првобитно био формиран 1. мајa 1942. године, али се у борбама с Немцима распао.
За своје заслуге током Народноослободилачке борбе и херојску погибију својих браца Похорски партизански батаљон је 1951. године одликован Орденом заслуга за народ.